# Ida Högstedt
Ida Fredrika Högstedt, ogift Tegnér, född 29 december 1867 i Karlskrona stadsförsamling, död 8 oktober 1924 i Djursholm, Stockholms län, var en svensk kokboksförfattare och redaktör.

## Liv och verk
Ida Högstedt studerade vid Högre elementarläroverk för flickor. Hon började författa texter inom hushållsfrågor vid nästan 50 års ålder efter gjorda erfarenheter i Sverige och utomlands. Hon var redaktör för Iduns hushållssida 1921–1923 samt redaktör och ansvarig utgivare för Husmodern från 1923. Ida Högstedt var ledamot i arbetsutskottet för Sveriges husmödrars riksförbunds centralstyrelse och korrespondent inom dagspressen i hushållsfrågor.

## Familj

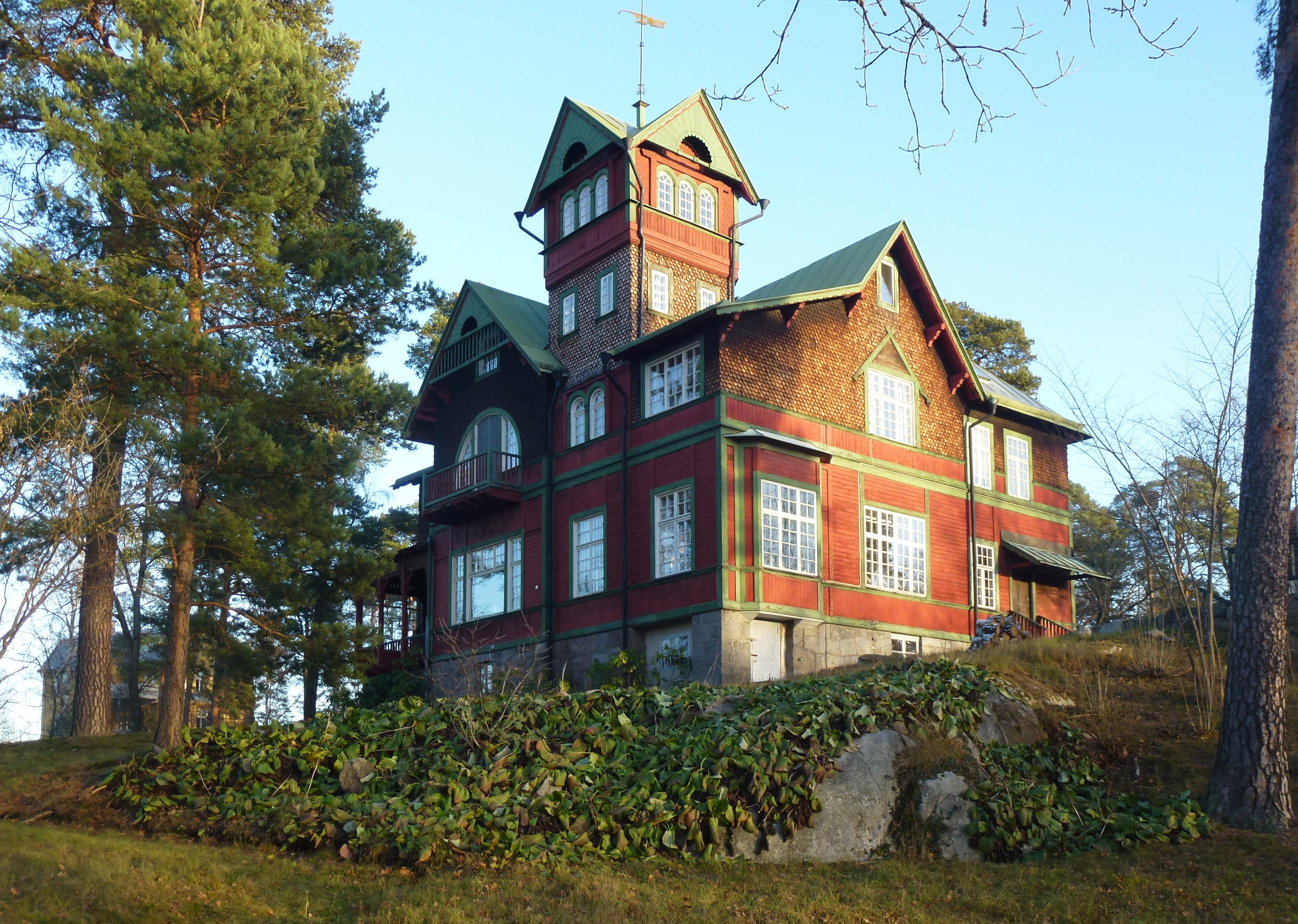
Villa Ugglebo, 2013.

Hennes föräldrar var löjtnant Gustaf Henrik Esaias Tegnér (1836–1882) och Louise Catherine von Proschwitz (1843–1937). Hon var gift med vinhandlaren John Högstedt (1859–1927) som drev vin- och spirituosahandel vid Birger Jarlsgatan 26. Familjen bodde i Villa Ugglebo, Slottsvägen 9, Djursholm.